# Nectandra truxillensis
Nectandra truxillensis är en lagerväxtart som först beskrevs av Carl Daniel Friedrich Meisner, och fick sitt nu gällande namn av Carl Christian Mez. Nectandra truxillensis ingår i släktet Nectandra och familjen lagerväxter. Inga underarter finns listade i Catalogue of Life.